# Lasaeidae
Famille
Synonymes
- famille Erycinidae Deshayes, 1850[1]
- famille Lasaeidae J. Gray, 1842 (préféré par BioLib)[1]
- famille Montacutidae Clark W., 1855[1]
- sous-famille Borniinae[1]
- sous-famille Erycininae[1]
- sous-famille Lasaeinae[1]
- sous-famille Montacutinae[1]
- sous-famille Mysellinae[1]
- sous-famille Orobitellinae[1]
- sous-famille Thecodontinae[1]

Les Lasaeidae sont une famille de mollusques bivalves, de l'ordre des Veneroida.

## Liste des genres
Selon World Register of Marine Species (17 octobre 2018) :
- genre Altenaeum Spaink, 1972
- genre Anisodevonia Kato, 1999
- genre Barrimysia Iredale, 1929
- genre Brachiomya Jespersen, Lützen & Nielsen, 2004
- genre Callomysia Habe, 1951
- genre Conchentopyx Barnard, 1964
- genre Coracuta Holmes, Gallichan & Wood, 2006
- genre Coriareus Hedley, 1907
- genre Curvemysella Habe, 1959
- genre Devonia Winckworth, 1930
- genre Draculamya Oliver & Lützen, 2011
- genre Entovalva Voeltzkow, 1890
- genre Eolepton Oyama, 1973
- genre Epilepton Dall, 1899
- genre Fronsella Laseron, 1956
- genre Jousseaumiella Bourne, 1907
- genre Kelliola Dall, 1889
- genre Kelliopsis Verrill & Bush, 1898
- genre Koreamya Lützen, Hong & Yamashita, 2009
- genre Kurtiella Gofas & Salas, 2008
- genre Larissamya P. G. Oliver, Skryabin & Al-Ghunaim, 2017
- genre Litigiella Monterosato, 1909
- genre Malvinasia Cooper & Preston, 1910
- genre Mancikellia Dall, 1899
- genre Montacuta W. Turton, 1822
- genre Montacutella Jespersen, Lützen & Nielsen, 2004
- genre Montacutona Yamamoto & Habe, 1959
- genre Mysella Angas, 1877
- genre Nipponomontacuta Yamamoto & Habe, 1961
- genre Nipponomysella Yamamoto & Habe, 1959
- genre Phascoliophila F. Nordsieck, 1969
- genre Planktomya Simroth, 1896
- genre Ptilomyax Oliver, 2012
- genre Soyokellia Habe, 1958
- genre Syssitomya Oliver, 2012
- genre Tellimya T. Brown, 1827
- genre Thecodonta A. Adams, 1864
- genre Waldo Nicol, 1966